# Monasterio de San Millán de Yuso
El real monasterio de San Millán de Yuso (yuso significaba 'abajo' en castellano antiguo) está situado en la villa de San Millán de la Cogolla, comunidad autónoma de La Rioja (España), en la margen izquierda del río Cárdenas, en pleno valle de San Millán. Forma parte del conjunto monumental de dos monasterios, junto con el más antiguo monasterio de San Millán de Suso («de arriba»).
Este monasterio fue mandado construir en el año 1053 por el rey García Sánchez III de Navarra «el de Nájera». La historia de su fundación va unida a una leyenda basada en un milagro de san Millán (o Emiliano), un joven pastor que se hace ermitaño. Cuando en 574 muere Millán, a la edad de 101 años, sus discípulos lo entierran en su cueva, y alrededor de ella se va formando el primer monasterio, el de San Millán de Suso. San Braulio, cincuenta años después de muerto san Millán, escribe la vida de este.

## Leyenda de la fundación del monasterio

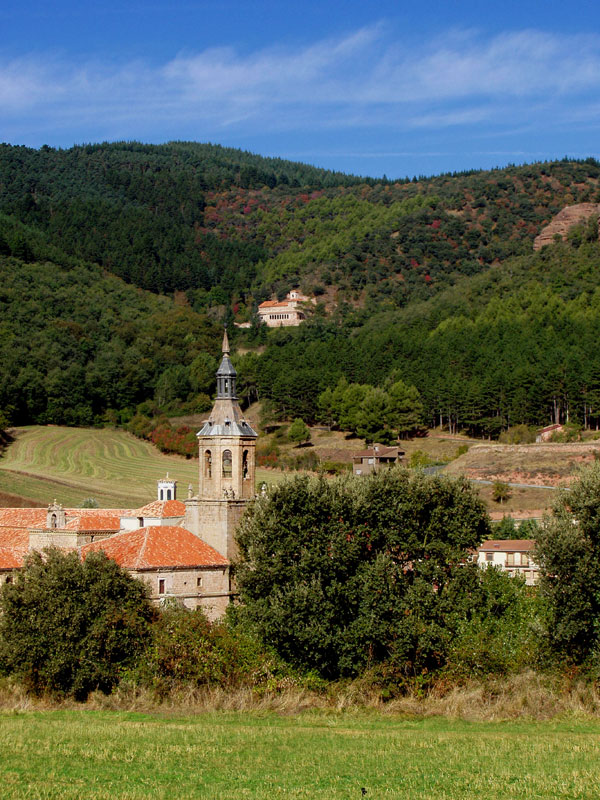
Monasterio de Suso (arriba) y Yuso (abajo)

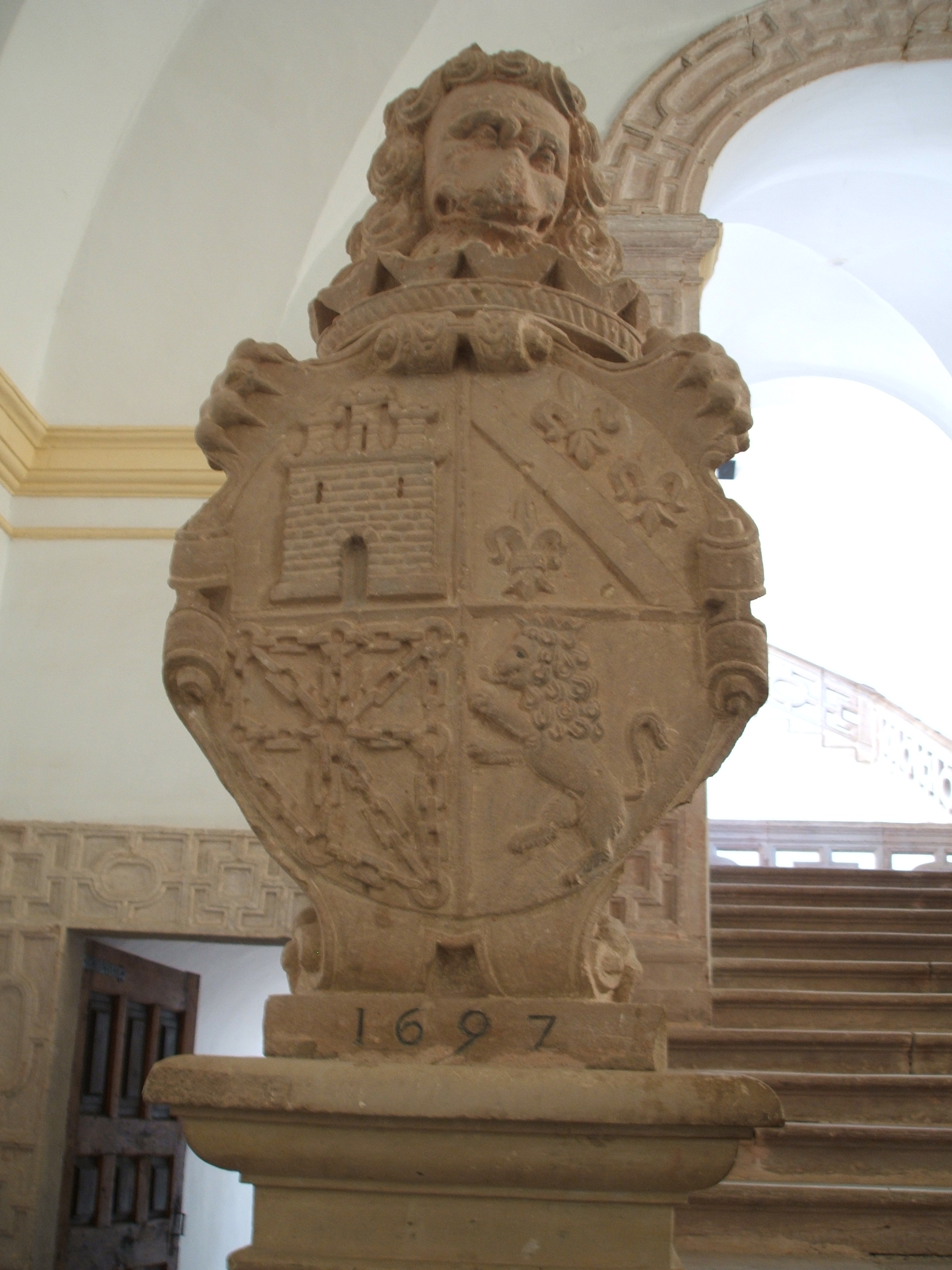
Escudo de armas (Castilla, Borbón, Navarra y León) en el monasterio de Yuso

El rey navarro García III era muy devoto de San Millán. Como acababa de fundar el gran monasterio de Santa María la Real de Nájera en esta ciudad que era corte del reino, quiso llevarse allí los restos mortales del santo, que estaban enterrados en el monasterio de San Millán de Suso. El 29 de mayo de 1053 colocaron los restos del Santo en una carreta tirada por bueyes y así emprendieron el viaje, con gran descontento de los monjes que allí quedaban desolados por la pérdida de su patrono. Cuando llegaron al llano, cerca del río, los bueyes se detuvieron y ya no quisieron volver a andar; no hubo forma de obligarlos. El rey y toda la comitiva comprendieron que aquello era un milagro, que San Millán estaba imponiendo su voluntad de no pasar de allí y ser enterrado de nuevo en aquellos lugares. Fue entonces cuando el rey mandó construir el reciente monasterio, al que se llamó Yuso (abajo), en contraposición con el de arriba (Suso).
Hasta al menos el año 1100, coexistieron los dos monasterios, el de arriba, Suso, y el de abajo, Yuso. El primero permanece fiel a la tradición: regla mozárabe y carácter dúplice de doble comunidad masculina y femenina. El segundo, reformado con la regla benedictina. A partir del siglo XII solo hay una comunidad de monjes, la benedictina, con una casa principal, la de Yuso (abajo). Los siglos X y XI son los de mayor esplendor en lo espiritual, religioso, artístico y cultural.
En 1809 los benedictinos son expulsados por primera vez cumpliendo el decreto de José Bonaparte. Vuelven en 1813. Son expulsados de nuevo durante el periodo constitucional del reinado de Fernando VII, entre diciembre de 1820 y julio de 1823. La hacienda real vendió entonces la botica en subasta pública. La tercera y última expulsión de la comunidad benedictina será debida a la desamortización eclesiástica de Mendizábal. Yuso permanece abandonado durante treinta y un años, desde noviembre de 1835. Entre 1866 y 1868 se establece una casa de misioneros franciscanos de Bermeo y, tras diez años de abandono, en 1878 fue ocupado por los frailes de la Orden de Agustinos Recoletos como casa destinada a la formación de los misioneros destinados a Filipinas. Las primeras obras de rehabilitación que se efectuaron por parte de los agustinos recoletos las realiza Fray Toribio Minguella.

## Detalles del edificio

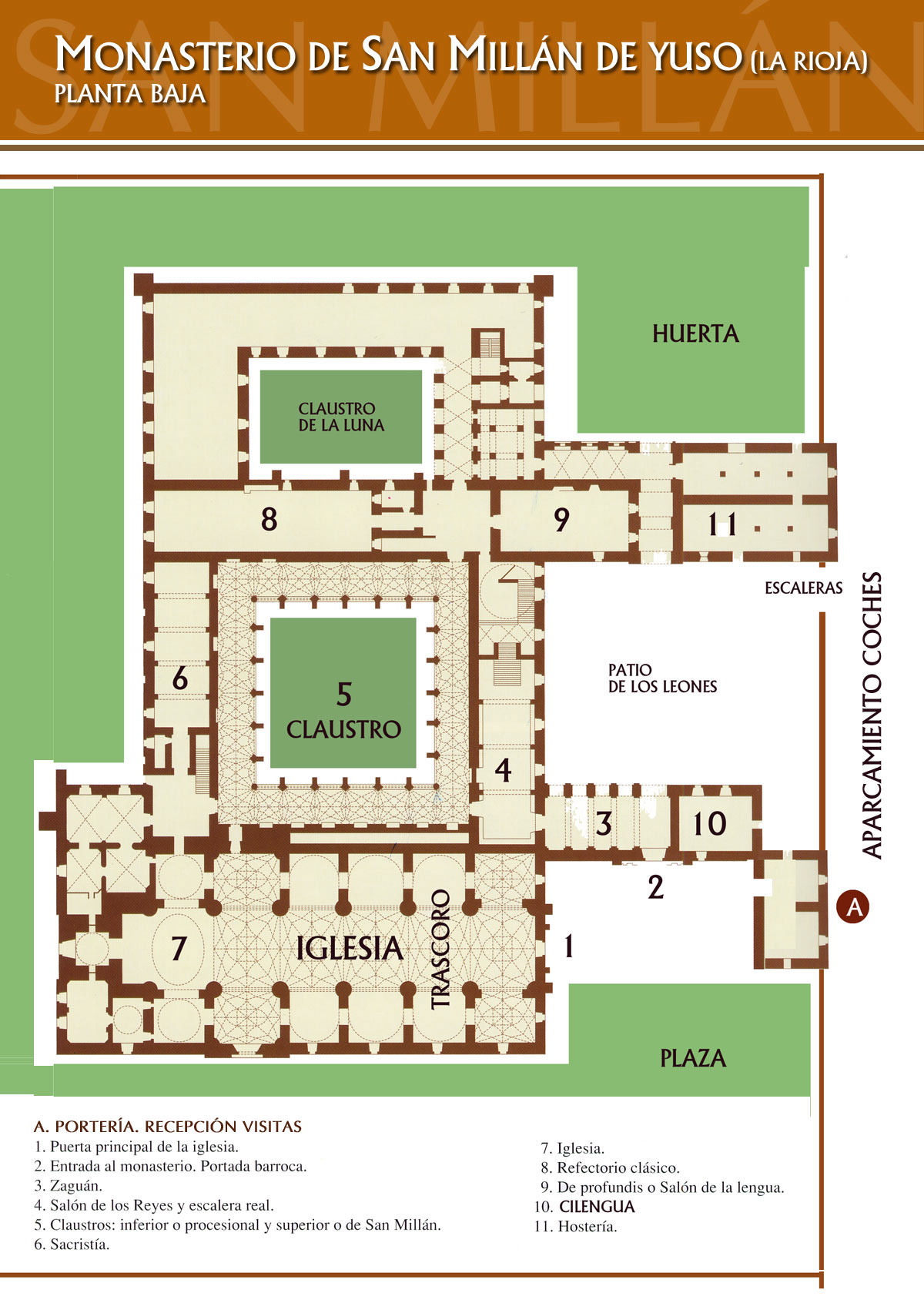
Planta del monasterio

El monasterio fue construido en estilo románico, como correspondía a la época. Es demolido en su totalidad y reconstruido en el siglo XVI, en estilo herreriano, de los siglos XVII y XVIII.

### Portada barroca y Salón de los Reyes
Se accede al interior por una puerta barroca del siglo XVII que lleva columnas corintias y un relieve de San Millán a caballo. Es obra del arquitecto Pablo de Basave y del escultor Diego de Lizarraga. Desde el vestíbulo se entra al Salón de los Reyes. Recibe este nombre por los cuatro lienzos de reyes bienhechores del monasterio. Los escudos de la Escalera Real son los de la Abadía y los de Castilla. Están fechados en 1697. Es la última gran construcción de los abades benedictinos. En esta sala se encuentra la reproducción del códice 60 y del folio 72 recto en el que están escritas las Glosas Emilianenses.

### Claustro

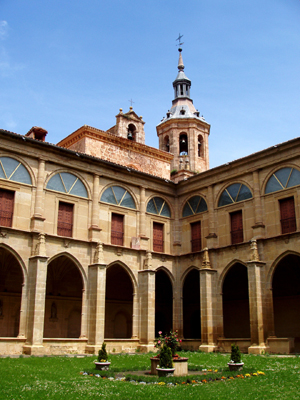
Claustro procesional

El claustro de la planta baja también se conoce por el nombre de procesional. Comienza su construcción Juan Pérez de Solarte en 1549. Es renacentista con bóvedas góticas. Arcos apuntados, doblados, entre contrafuertes rematados por pináculos góticos con ganchos, poco esbeltos y de labra tosca. La puerta que comunica con la iglesia, decorada al estilo manierista, es obra del italiano Andrés de Rodi. Está fechada en 1554 y nos da una idea de la decoración que tenían pensada para el resto del claustro bajo, y que no llegó a ejecutarse.
El de la planta alta es clasicista. Columnas toscanas, adosadas a pilares, con friso de triglifos, metopas y capiteles adornados con tres rosetas y molduras de ovas en el equino. Está decorado con veinticinco cuadros de José Bejes que narran los distintos milagros de San Millán, según la biografía de San Braulio, obispo de Zaragoza.

### La iglesia

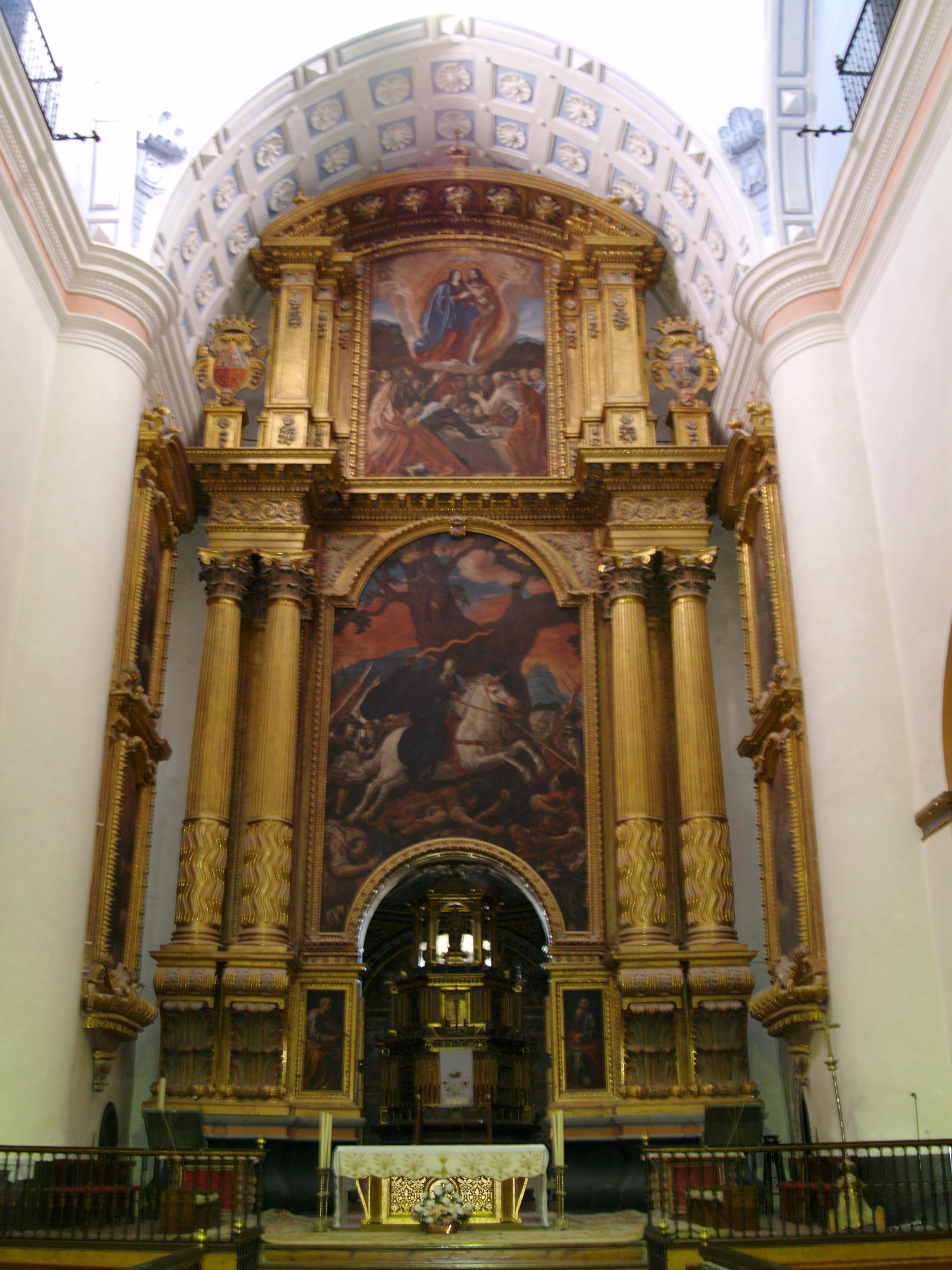
Altar mayor

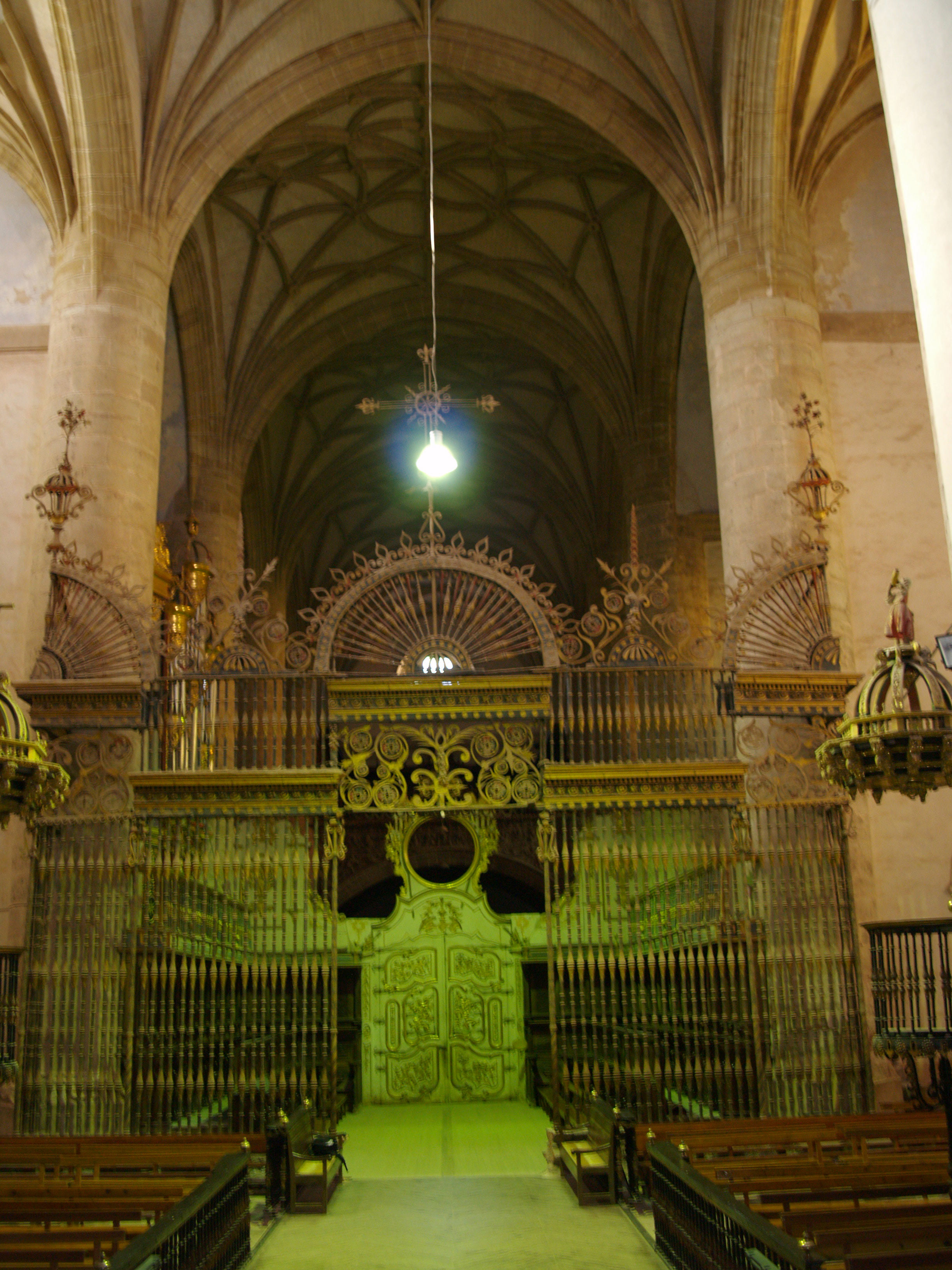
Coro bajo y ojo por el que pasa la luz equinoccial

La iglesia es de tres naves, con bóveda estrellada y un bonito cimborrio. Se comenzó en 1504 por mandato del abad Fray Miguel de Alzaga y se termina treinta y seis años después. Gótico decadente. La iglesia era para uso de los monjes, por eso la parte delantera, desde el coro central, pasando por el presbiterio hasta el relicario, estaba destinada solo para ellos. La parte trasera, desde el trascoro hasta la puerta, era la zona que usaba el pueblo cuando éste podía acceder al templo. Son dos espacios litúrgicos dentro del mismo edificio.
La sillería del coro bajo fue realizada por un tallista flamenco, Matero Frabricio, en torno a 1640, siguiendo las trazas y modelo diseñado por un monje de San Juan de Burgos. Tiene un retablo del siglo XVII con pinturas también de fray Juan Ricci; el cuadro central representa a San Millán en la batalla de Hacinas (Burgos) contra los moros. Los cristianos, en sus luchas contra los musulmanes, eligieron a San Millán como patrono y así, Gonzalo de Berceo en su Vida de San Millán nos cuenta la promesa de los votos legendarios, de una parte Ramiro II de León a Santiago y de la otra, Fernán González a San Millán.

### El trascoro
Era la zona destinada al pueblo. El trascoro es a la vez el retablo parroquial y puerta de acceso a través del coro al altar mayor. El trascoro, obra de Francisco de Bisou realizada en 1767, de estilo rococó francés, está decorado con esculturas de bulto redondo, probablemente del taller de Pascual de Mena, que representa a los santos que se mueven en torno a San Millán: San Braulio, su biógrafo, San Felices, patrón de Haro y su maestro, San Aselo, San Geroncio, San Citonato, San Sofronio, Santa Potamia, discípulos, y Santa Oria.
En esta zona hay también un púlpito plateresco, de finales del XVI. Los mediorelieves representan a los cuatro evangelistas.
En el oratorio se pueden contemplar las réplicas de las arcas relicarios del San Millán (siglo XI) y su maestro San Felices (siglo XII). La de San Millán fue un encargo de Sancho IV de Navarra (Sancho el de Peñalén), en el año 1067.

### Sacristía

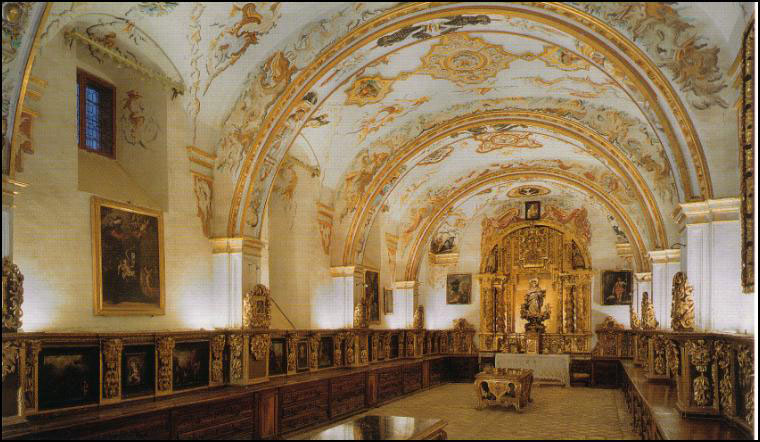
Sacristía

Es una de las sacristías con más alto valor artístico de España. En un principio fue la sala capitular. Arquitectónicamente es del siglo XVI. Empieza a usarse como sacristía a finales del siglo XVII, época de la que es casi toda la pintura que podemos contemplar. Los frescos del techo y las mesas centrales son del XVIII. El abad Fray José Fernández (1693-1697) la adorna con doce cobres que están sobre la cajonería de nogal. La colección de cobres se completa hasta llegar a los veinticuatro. La enriquece también con cuatro grandes lienzos que traen desde Nápoles. El retablo, barroco, está presidido por una talla de Nuestra Sra. Reina de los Ángeles con cetro y corona.

### Refectorio
El refectorio mayor, el comedor de los monjes, empieza a ser construido en 1580. Decorado con una portada dórica, asientos con pilastras jónicas estriadas y púlpito. Para su realización se contrató al ensamblador Juan de Iriarte en 1597. Las catorce mesas se realizan en 1608. El mobiliario se conserva completo.

### Salón de la Lengua
Inaugurado en 1977 con motivo de las celebraciones del Milenario de la lengua castellana, hoy es el lugar emblemático del monasterio. Está decorado con todos los escudos y banderas de los países hispanos y de Filipinas por las embajadas correspondientes, además de un busto de Gonzalo de Berceo, primer poeta de las letras españolas y notario de este monasterio. En este salón se realizan los actos oficiales y las conferencias relacionadas con el castellano.

### Hotel
Dentro de una de las alas del monasterio se encuentra uno de los hoteles con más encanto de La Rioja. Hostería San Millán, un hotel con 25 habitaciones que ofrece actividades relacionadas con la cultura del monasterio y el enoturismo

## Elementos de interés

### Cuna de la lengua

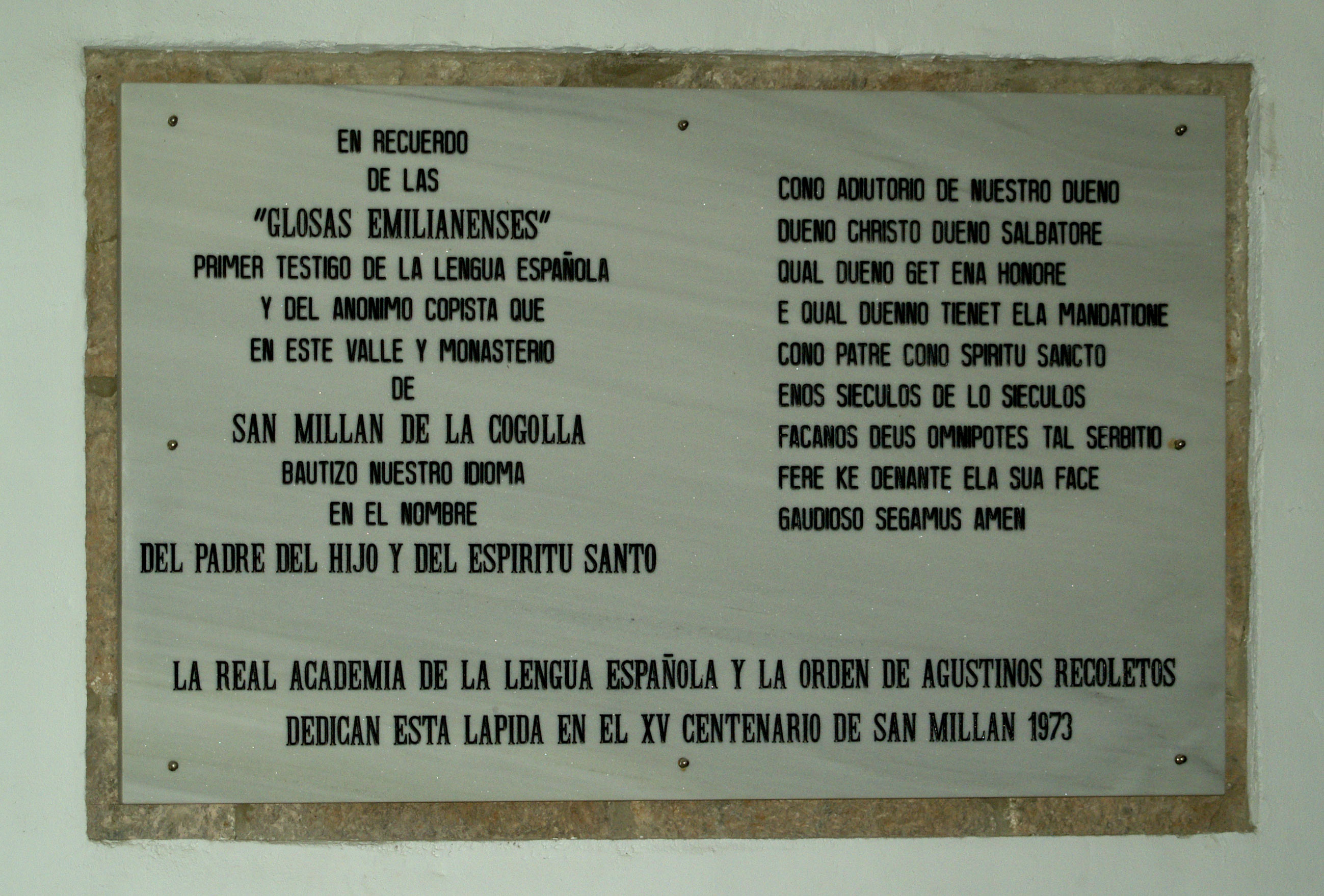
Lápida conmemorativa del milenario de la lengua

Una lengua no nace en un lugar ni en un momento concreto, pero es en el monasterio de San Millán en el siglo XI cuando un monje tiene conscientemente el atrevimiento de poner por escrito palabras y frases con estructura gramatical de una lengua del pueblo, que algunos autores clasifican como castellano y otros como navarro-aragonés. En el mismo códice 60 de la Real Academia de la Historia encontramos también las primeras palabras escritas en vascuence. Por esta razón San Millán de Yuso celebra en 1977 el Milenario de la Lengua Castellana, y desde entonces se le conoce metafóricamente con el nombre de «Cuna de la Lengua». En el Salón de los Reyes se encuentran las lápidas conmemorativas del milenario de la lengua castellana y vasca, así como una reproducción facsímil del Códice 60.

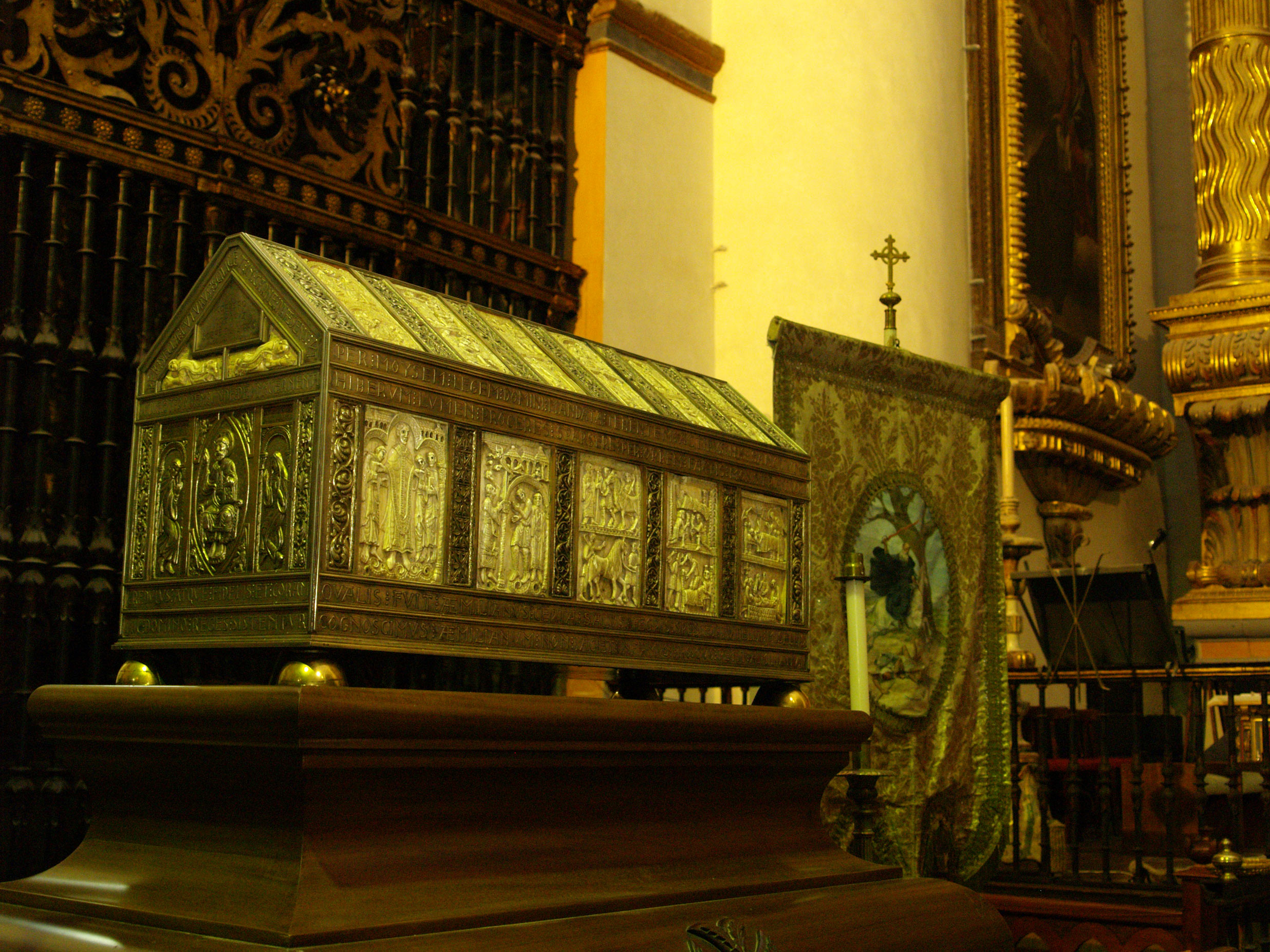
Arca relicario con los restos de San Millán

### Marfiles románicos

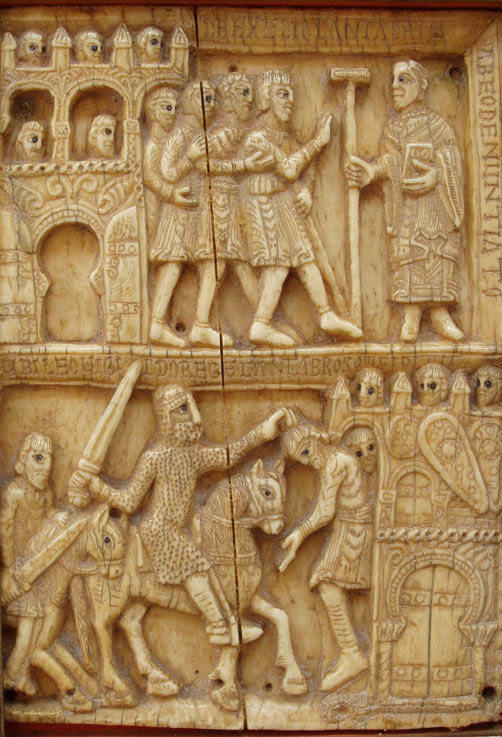
Marfil románico,. Arca relicario de San Millán

Para las abadías y monasterios su más estimado tesoro eran las reliquias de los santos, sobre todo si eran del santo fundador. Don Blas, abad de Yuso entre 1067 y 1081, manda realizar el arca relicario más rico posible para venerar los restos de San Millán, empleando en su interior telas finísimas y revistiendo el exterior con láminas de oro, plata, piedras preciosas y tarjetas de marfil. Entre la colección de relicarios del monasterio sobresalen las arcas relicarios de San Millán (siglo XI), por un lado, y la de San Felices (siglo XII), por otro, por sus marfiles románicos.
Son veinticuatro tarjetas, once a cada lado del arca, y uno en el centro de cada uno de los frontispicios. Así duró hasta el año 1809 en el que los soldados de Napoleón arrancan las placas de oro y piedras preciosas. De la antigua arqueta hoy quedan en Yuso la antigua pieza en la que se puede ver la madera original y el forro interior de tela árabe del siglo XI. En el relicario nuevo de plata realizado en 1944 están los marfiles románicos del siglo XI originales que se conservan: trece de la vida de San Millán, dos fragmentos de la misma serie, más los del abad Don Blas y del escriba Don Munio.

### La luz equinoccial
Cada comienzo de primavera y de otoño, en torno al 21 de marzo y septiembre, tiene lugar el equinoccio. Son los días de igual duración del día y de la noche, cuando el sol se proyecta directamente sobre la línea del ecuador, cuando los polos de la tierra se hallan mejor orientados de norte a sur, y lo que llamamos línea ecuatorial, de este a oeste. Es el mejor momento para fijar los puntos cardinales. 
Más o menos a las seis y cuarto de la tarde en el monasterio de Yuso se puede ver sobre el cuerpo central del templo un círculo perfecto de luz solar. Dura apenas unos minutos. El rayo de luz entra por el rosetón de la parte trasera de la iglesia, pasa por el círculo que corona el trascoro y da en el centro geométrico de la iglesia. Marca así el eje de la iglesia y, por tanto, la perfecta orientación de la cabecera hacia el este. Este fenómeno, además de su significado matemático, puede tener otros de tipo mistérico.

### Sala de Códices y Cantorales

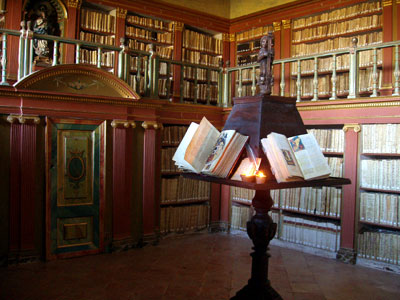
Biblioteca

Tiene el monasterio también una importante biblioteca de Cantorales del siglo XVII. Unos 30 libros gigantes, pesan entre 40 y 60 kg, hechos a mano durante cuatro años de trabajo y para los que se utilizó lel pergamino proveniente de fragmentos de la piel de unas 2000 vacas.
Contienen la colección completa de todos los cantos que la comunidad monástica reza durante todo el año. Es una de las cuatro colecciones completas que se conservan en España.
Junto a los cantorales hay una excelente colección de facsímiles. El códice 46, fechado en el 964, que en palabras de los hermanos Turza «se trata de un diccionario enciclopédico de 20.000 artículos como los diccionarios actuales», y que recogen todo el saber de la época. El códice 60, el de las Glosas Emilianenses, primeras frases en castellano y palabras en vascuence. Una de las obras del primer poeta de nombre conocido en castellano, Gonzalo de Berceo, que fue educado en el monasterio de Suso y termina como clérigo notario de Yuso. Los excelentes calígrafos del monasterios están representados por una obra de fray Martín de Palencia, monje de San Millán.

### Archivo y biblioteca monástica de Yuso
Merece una mención especial la biblioteca, un ámbito majestuoso en el que se ha podido recuperar una pequeña parte de sus fondos antiguos, diseminados tras la exclaustración por diversas bibliotecas y archivos.
Heredera del antiguo Escritorio de San Millán el conjunto de archivo y biblioteca está considerado entre los mejores de la España monasterial. El archivo consta de dos cartularios (el Galicano y el Bulario) y unos trescientos documentos originales: pleitos, donaciones, compraventas, privilegios, bulas... Todo ello referente al monasterio de San Millán o a sus monasterios o iglesias. El documento más antiguo es el de la fundación de San Miguel de Pedroso, del año 759. El primero que está copiado es una interpolación fuera de página y se refiere a los votos de San Millán. También podemos encontrar uno de los textos más interesantes de la Edad Media referidos a la toponimia de Álava tanto en vascuence como en castellano antiguo, la Reja de San Millán, escrito en 1025, que refiere el pago de dicho tributo, la reja, al monasterio de San Millán.
La biblioteca, de estilo veneciano, es de 1780 y posee una verdadera riqueza de libros antiguos. Tiene la misma disposición que le diera el abad Don Anselmo Petite en 1780. Su grandeza se debe más a la calidad y rareza de sus fondos, que al número, ya que sus artísticas estanterías no admiten más de diez mil volúmenes. Cuando los monjes benedictinos se van del monasterio en 1835 la dejan prácticamente vacía. Son los agustinos recoletos los que se preocupan por recuperar los mismos libros, ya que éstos se quedan en los pueblos de los alrededores. Ellos recuperan más del ochenta por ciento de la biblioteca original, algo realmente valioso teniendo en cuenta que las bibliotecas de otros monasterios se rehacen totalmente cuando vuelven los monjes.
El portal de internet de la Fundación San Millán de la Cogolla permite acceder al fondo documental de la biblioteca. El proceso de digitalización de los documentos comenzó en 2001, y ha continuado hasta alcanzar la cifra de más de 72 000 páginas de 212 volúmenes de gran valor.

## Monjes ilustres

### Cardenal Aguirre

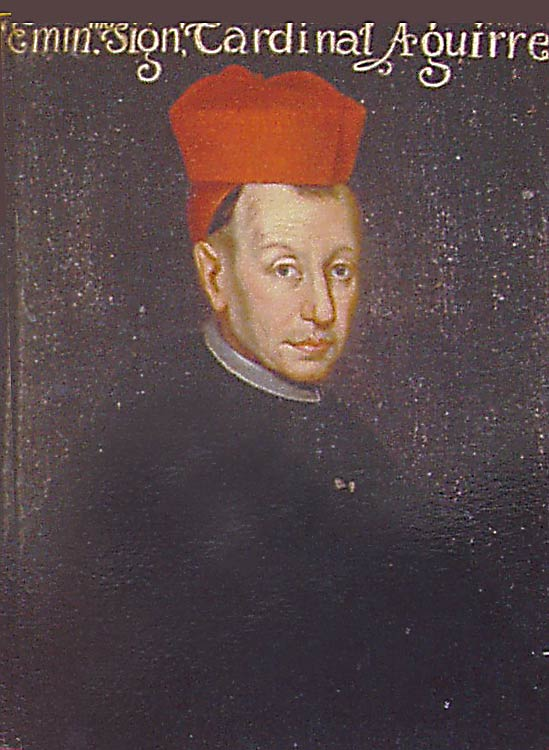
El Cardenal Aguirre, monje de San Millán

Fr. José Sáenz de Aguirre (Logroño 1630, Roma 1699), es el monje benedictino más ilustre del monasterio de Yuso. Catedrático de Salamanca, considerado el mejor teólogo de su siglo, sistematizador de la teología de San Anselmo, historiador de los concilios, el papa Inocencio XI lo nombra cardenal a propuesta de Carlos II en reconocimiento de la defensa de los derechos del papado frente a las tesis galicanas en su obra Auctoritas infallibitis et summa cathedrae S. Petri.
Cuando muere encarga que «en una arquita trajeran su corazón al Real Monasterio de San Millán». Así se cumplió, colocándolo en Suso, donde estuvo hasta la desamortización. Entonces se bajó a Yuso. En la antesacristía se ven dos medallones con los bustos del Beato Inocencio XI y del Cardenal Aguirre.

### Fray Juan Ricci

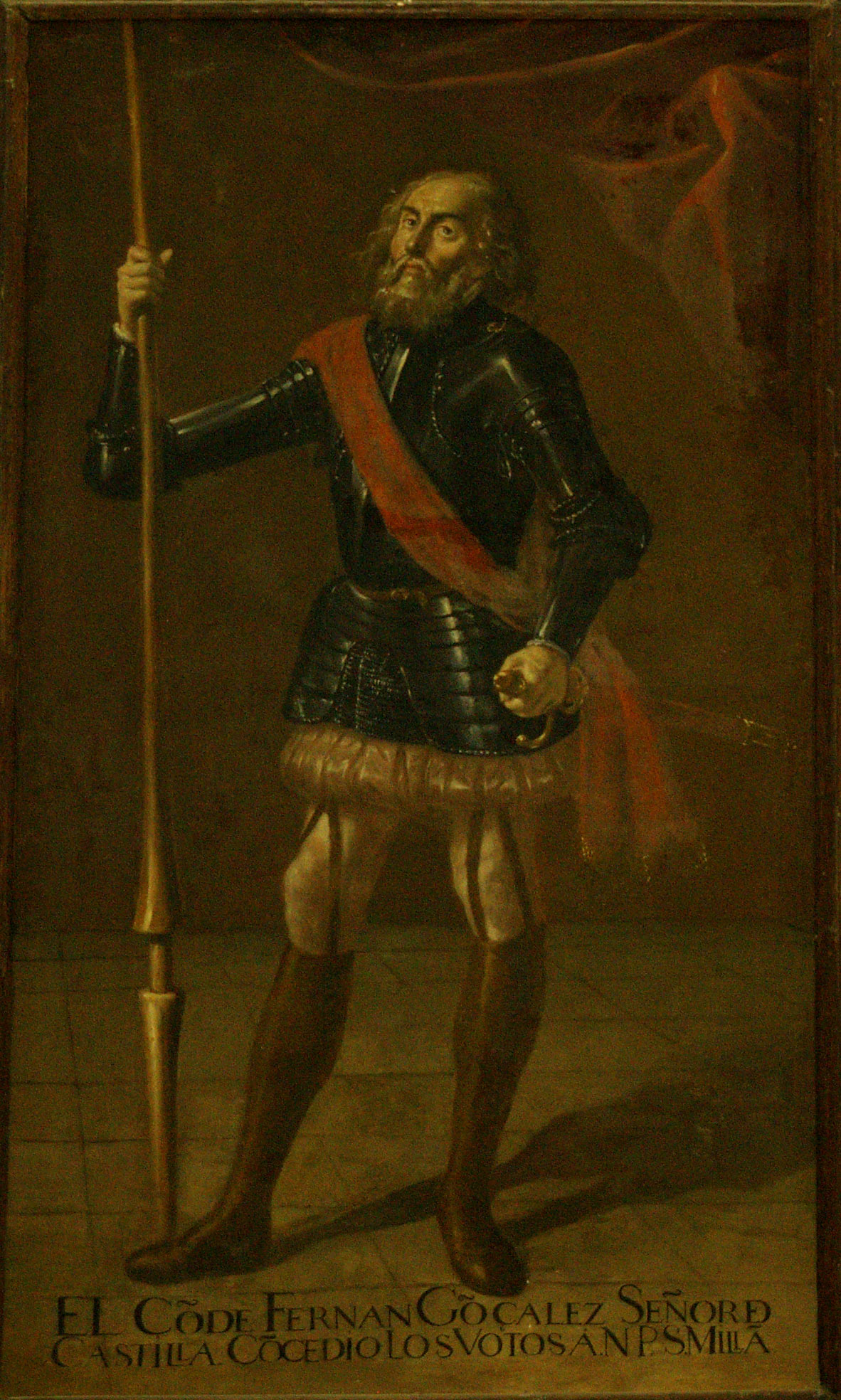
Fernán González, Señor de Castilla. Obra de Juan Ricci. Salón de los Reyes

Fray Juan Ricci, benedictino, considerado el mejor pintor claustral español, trabaja en el monasterio entre 1653 a 1656, durante el mandato del abad Fray Ambrosio Gómez, que le había visto pintar en el claustro de San Martín, de Madrid.
En el Salón de los Reyes del Monasterio podemos ver cuatro lienzos con las siguientes leyendas:
- El conde Fernán González, señor de Castilla, que concedió los votos a N. P. S. Millán
- El Rey D. Sancho III el Mayor, Rey de Navarra, Castilla y Aragón, bienhechor desde monasterio; que ofrece una particularidad: su cabeza es el retrato del escritor español, Lope de Vega.
- Don García, Rey de Navarra, fundador de ste monasterio
- El emperador D. Alonso el 7, rey de Castilla, bienechor desde monasterio.

Suyos son también los lienzos del grandioso retablo del altar mayor, que consta de dos cuerpos. El principal, con cuatro columnas doradas de orden corintio y, en el centro, un gran lienzo que representa a San Millán a caballo en la batalla de Hacinas que ganó el conde Fernán González. Sobre este cuerpo está el ático formado por pilastras doradas, y en él se encuentra el bellísimo cuadro de la Asunción de Nuestra Señora, en el que puede apreciarse la influencia del Greco. En el banco del retablo, los dos apóstoles, San Pedro y San Pablo.
Otros lienzos suyos son: 
- San Ildefonso y Santo Domingo de Silos.
- Santa Oria y Santa Gertrudis.
- Cristo y la Virgen dan sendos rosarios de perlas a San Miguel Florentino y a San Benito.
- San Benito acoge y abraza a San Plácido y San Mauro.
- Santo Domingo de Silos en el momento de su muerte.
- Nuestra Señora de Montserrat.

### San Ezequiel Moreno
San Ezequiel Moreno, fraile de la Orden de Agustinos Recoletos, misionero en Filipinas y obispo de Pasto en Colombia, vive durante un breve espacio de tiempo en este monasterio antes de partir destinado a Colombia.

## Estatuto de San Millán

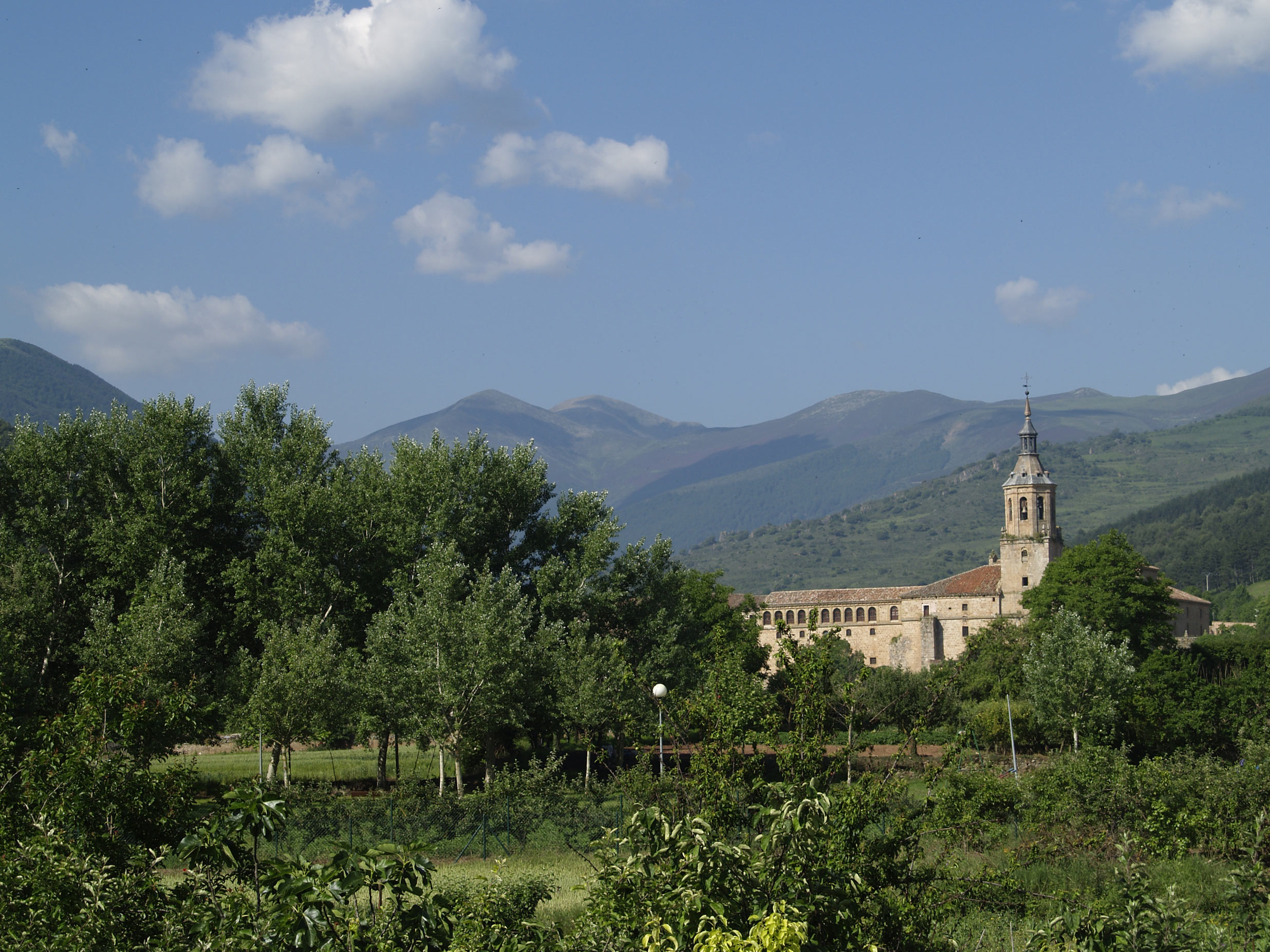
Valle de San Millán

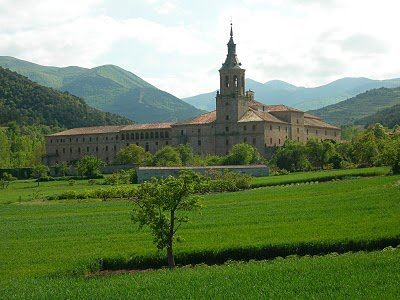
Monasterio agustino recoleto de San Millán de la Cogolla

En el Monasterio de San Millán de Yuso se firmó el 8 de mayo de 1981 el Estatuto de Autonomía de La Rioja, o también llamado «Estatuto de San Millán».

### Bibliografía

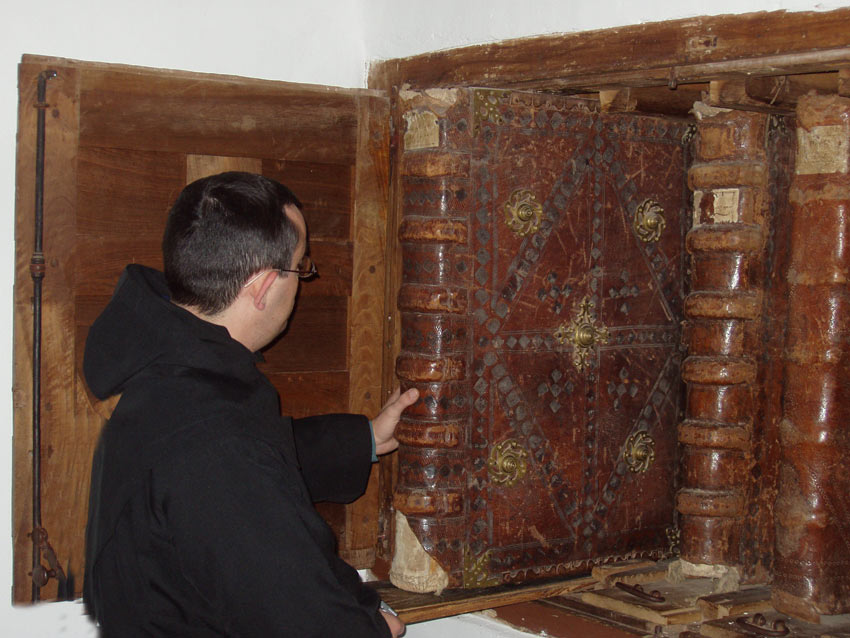
Colección de cantorales del monasterio

## Patrimonio de la Humanidad
El 4 de diciembre de 1997 los monasterios de San Millán, Suso y Yuso, fueron declarados Patrimonio de la Humanidad en Europa. La inscripción en esta lista confirma el valor excepcional y universal de un sitio cultural o natural que debe ser protegido para el beneficio de la humanidad. Este galardón viene avalado tanto por razones históricas, artísticas y religiosas como por motivos lingüísticos y literarios. Ninguna otra lengua conocida, puede ser atribuida y asociada a un monumento y un entorno natural tan singularizado y concreto como San Millán, lo que le ha merecido ser incluido en el itinerario del Camino de la Lengua, compartiendo plaza con lugares tan señalados como Alcalá de Henares o Salamanca.

## Instituciones con sede en el Monasterio de Yuso

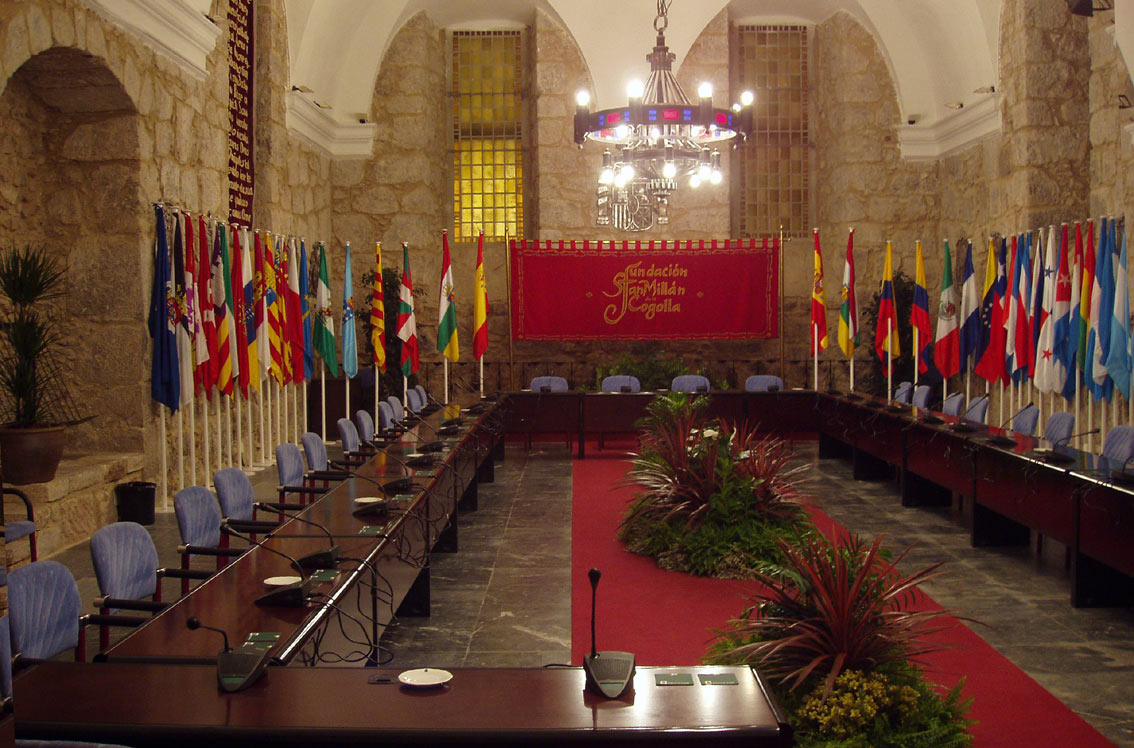
Salón de la Lengua. Acto de la Fundación San Millán

Dentro del recinto monacal, además de la comunidad de monjes, el monasterio de San Millán de Yuso es la sede oficial de las siguientes instituciones:

### Fundación San Millán
En un acto presidido por su alteza el Príncipe de Asturias, nace el 8 de octubre de 1998 en el Salón de la Lengua la Fundación San Millán. Tiene su sede en el mismo monasterio de Yuso y está patrocinada por el Gobierno de La Rioja, consciente del compromiso cultural, filológico y moral que comportaba la concesión del título de patrimonio de la humanidad. Es la encargada de velar por la protección del enclave emilianense, de conservar su riqueza arquitectónica, histórica y filológica, y de promover la investigación de los orígenes del español.

### Centro de Investigación de la Lengua Castellana
La Fundación San Millán crea en una de las partes del monasterio de Yuso, el ala del cura y en el claustro de Santa Rita, las instalaciones principales del Centro de Investigación de la Lengua Castellana, el CILENGUA. Su objetivo es el estudio, la investigación del origen de la lengua y la conservación del patrimonio mundial de los monasterios de San Millán. Desarrolla su actividad a través de tres institutos: «Los orígenes del español», «Historia de la lengua», y «Biblioteca hispánica», dirigidos por Claudio García Turza, José Antonio Pascual, y Pedro Cátedra.

### Asociación de Amigos de San Millán
Asociación de utilidad pública, sin ánimo de lucro nacida en 1974 con la finalidad de prestar apoyo intelectual, económico o material a los religiosos de la Orden de Agustinos Recoletos del Monasterio de San Millán de Yuso. Si bien la Asociación tiene un carácter civil, sus miembros quedan vinculados espiritualmente al monasterio de San Millán, como bienhechores.
Se han destacado a lo largo de estos años por ser los primeros en trabajar y promover todo lo relacionado con San Millán, y especialmente con el Monasterio de Yuso. Tienen su sede en el mismo Monasterio de San Millán de Yuso.

## Visitas ilustres

### Casa Real
- El 14 de noviembre de 1977, año santo emilianense, culminan los actos del Milenario de la Lengua Española, con la presencia de sus majestades D. Juan Carlos y Dña. Sofía en uno de sus primeros actos oficiales como reyes de España.
- En 1992 inauguran el Aula de la Lengua.
- El 8 de octubre de 1998, en el Salón de la Lengua del Monasterio de Yuso, en un acto presidido por su alteza el Príncipe de Asturias, tenía lugar la constitución de la Fundación San Millán.
- El 15 de octubre de 2001, tercera visita de su Alteza Real el Príncipe de Asturias.
- El 13 de octubre de 2004, los Príncipes de Asturias presiden la sesión extraordinaria de las Academias Española, Americana y Filipina.
- El 9 de abril de 2008, Doña Letizia inaugura el Congreso sobre el lenguaje de los jóvenes.

### Otros visitantes
- El 21 de agosto de 2007, Jimmy Carter, expresidente estadounidense.

### Artículos de revistas
- GARCÍA TURZA, Javier. "El Monasterio de San Millán de la Cogolla en la Alta Edad Media. Aproximación histórica". Berceo, ISSN 0210-8550, N.º 133, 1997, págs. 9-25
- GARCÍA TURZA, Javier. "San Millán de la Cogolla en los umbrales de la crisis: 1200-1300. Los monasterios de San Millán de la Cogolla". VI Jornadas de arte y patrimonio regional. San Millán de la Cogolla, 6, 7 y 8 de noviembre de 1998. / coord. por Ignacio Gil-Díez Usandizaga, 2000, ISBN 84-89362-84-X, págs. 27-46
- GARCÍA TURZA, Javier; GARCÍA TURZA, Javier. "La datación y procedencia de las Glosas Emilianenses y Silenses: anotaciones críticas a los nuevos planteamientos". Brocar. Cuadernos de investigación histórica, ISSN 0214-4670, N.º 19, 1995, págs. 49-64
- DÍAZ Y DÍAZ, Cecilio. "Lectores y lecturas en San Millán. Los monasterios de San Millán de la Cogolla " En: VI Jornadas de arte y patrimonio regional, págs. 15-26, ISBN 84-89362-84-X